# Vodla (rivière)
La rivière Vodla (en russe : Водла, finnois : Vodlajoki) est un cours d'eau du sud-est de la République de Carélie en Russie.

## Description
La ville de Poudoj est arrosée par la Vodla.
La rivière part du lac Vodlozero d'où elle s'écoule sur 175 kilomètres et se jette dans le lac Onega, le deuxième plus grand lac d'Europe.
De l'Onéga, la Vodla coule encore 224 kilomètres avant de s'écouler dans le lac Ladoga.
Le bassin versant de la Vodla a une superficie de 13 700 km2, la largeur de la rivière varie entre 250 et 425 mètres,.